# Hermann di Dorpat

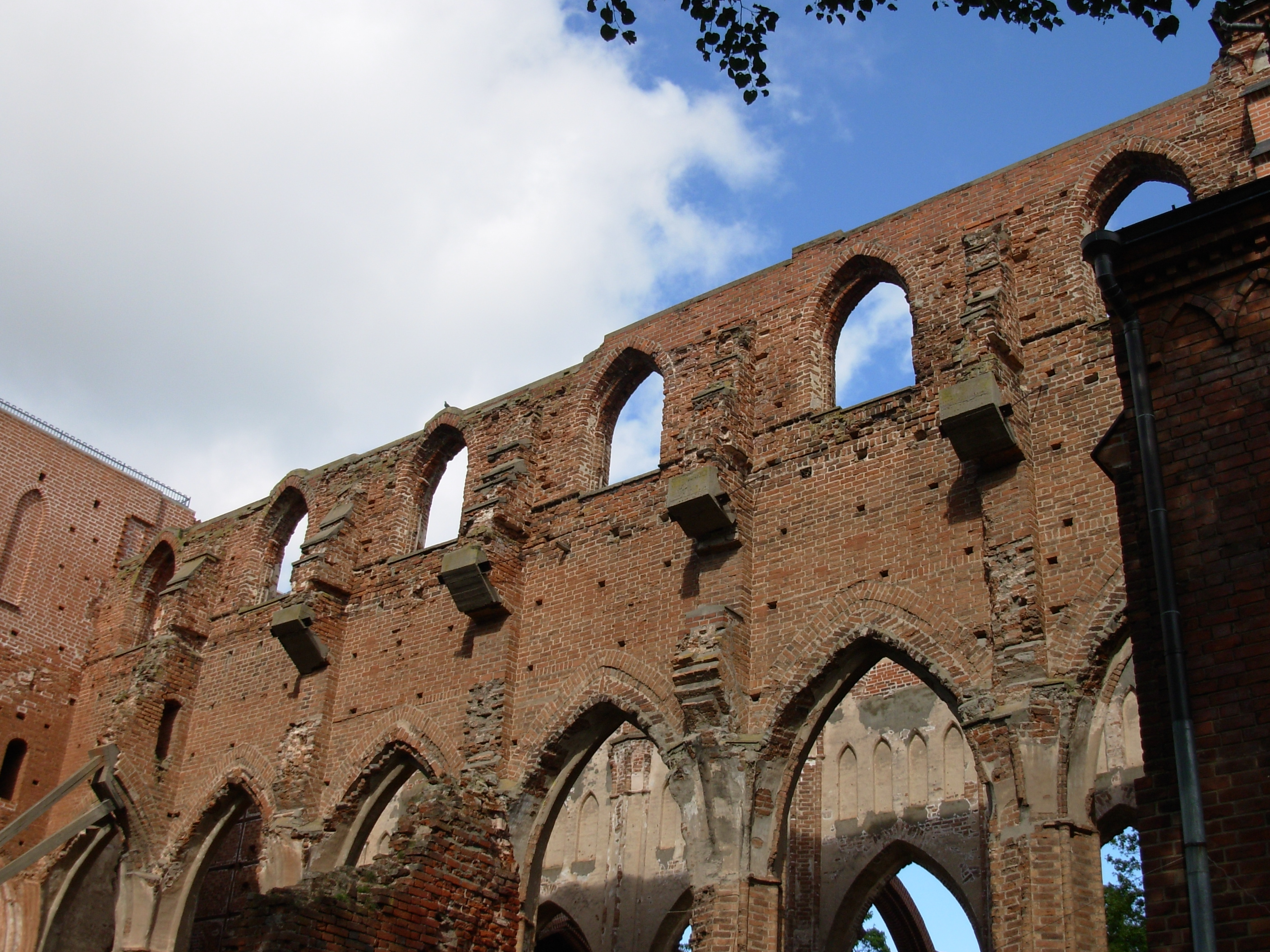
Rovine della Cattedrale di Tartu (Dorpater Domkirche), istituita a Dorpat da Hermann.

Hermann von Buxhövden, talvolta anche indicato come Hermann I o Hermann di Dorpat (Bexhövede, 1163 – 1248), fu il primo principe vescovo della diocesi di Dorpat (1224–1248) all'interno della Confederazione Livoniana.

## Biografia
Hermann nacque a Bexhövede (adesso parte di Loxstedt, Bassa Sassonia) nel Ducato di Sassonia nel 1163, ed era anche noto come "Hermann di Buxhoeveden" o con altre variazioni, quali Buxhöwden e Buxthoeven. Era il fratello del vescovo Alberto di Riga, che dopo aver fondato la città di Riga usò la sua influenza contro il Re Valdemaro II di Danimarca per far insediare i suoi Cavalieri portaspada in Estonia. Hermann fu abate del monastero di San Paolo a Brema, e poi dal 10 aprile 1220 al 21 luglio 1224 fu vescovo di Leal (Lihula). Dopodiché trasferì la sede a Dorpat, nel sud-est dell'odierna Estonia: papa Innocenzo IV confermò questo trasferimento il 5 febbraio. Divenne quindi il primo vescovo di Dorpat (fino alla sua dimissione nel 1245).
Hermann fondò la cattedrale di Tartu (in tedesco Dorpat) sulle rovine di una fortezza pagana conquistata e distrutta nel 1224 dagli invasori cristiani, e condusse l'armata crociata cattolica nella battaglia del ghiaccio del 1242 contro il principe ortodosso russo Aleksandr Nevskij della Repubblica di Novgorod, conclusasi con una dura sconfitta. Si pensa inoltre che abbia fatto costruire il castello di Raseborg sulla costa meridionale della Finlandia, nei pressi della cittadina costiera di Ekenäs.